# Цукерман, Джош
Джошуа Райан «Джош» Цукерман (англ. Joshua Ryan «Josh» Zuckerman, род. 1 апреля 1985) — американский актёр. Наибольшую известность получил, сыграв роли в популярных телесериалах: Марк в сериале «Кайл XY», Эдди Орлофски в «Отчаянных домохозяйках» и Макс Миллер в «90210: Новое поколение».

## Биография и карьера
Цукерман родился и вырос в городе Лос-Альтос, штат Калифорния, учился в начальной школе «Bullis-Purisima». Переехал в Лос-Анджелес, чтобы заняться актёрской карьерой после окончания седьмого класса в «Egan Junior», где был выбран президентом школьного совета от учеников. Учился в школе «Buckley» в Шерман-Оукс в Калифорнии. С 2003 года учился в Принстонском университете, вступив в братство «Delta Kappa Epsilon».
Сыграл в нескольких популярных сериалах, таких как «Комната кошмаров» (по произведениям Р. Л. Стайна), «Справедливая Эми», «Западное крыло», «Юристы Бостона», «Доктор Хаус», «C.S.I.: Место преступления Майами». Начиная с 2008 года сыграл в 13 эпизодах молодёжного сериала «Кайл XY», а с 2009 по 2010 год играл Эдди Орлофски — «душителя из Фэйрвью» в шестом сезоне сериала «Отчаянные домохозяйки». В 2010 получил роль ботаника Макса Миллера в молодёжном сериале «90210: Новое поколение», где в его персонажа влюбилась высокомерная Наоми Кларк.

## Фильмография

### Кино
| Год  | Название                     | В оригинале                 | Роль                   | Примечания                          |
| ---- | ---------------------------- | --------------------------- | ---------------------- | ----------------------------------- |
| 2000 | Возвращение в загадочный сад | Return to the Secret Garden | Тимоти                 | Первая роль в полнометражном фильме |
| 2000 | Взгляд с качелей             | The View from the Swing     | Бен                    |                                     |
| 2001 | Семья Майерсон               | The Myersons                | Мёрфи Майерсон         |                                     |
| 2002 | Остин Пауэрс: Голдмембер     | Austin Powers in Goldmember | Доктор Зло в молодости | Сборы: $296 655 431                 |
| 2002 | Я был подростком Фаустом     | I Was a Teenage Faust       | Брендан Вилли          | фильм Showtime                      |
| 2004 | Пережить Рождество           | Surviving Christmas         | Брайан Валко           | Сборы: $14 793 624                  |
| 2005 | Пир                          | Feast                       | Хот Вилз               | Сборы: $658 573                     |
| 2005 | Дьявол во плоти              | Pretty Persuasion           | Джош Хоровитц          | Сборы: $537 366                     |
| 2006 | Самый жаркий штат            | The Hottest State           | Деккер                 |                                     |
| 2007 | Львы для ягнят               | Lions for Lambs             | студент                |                                     |
| 2008 | Сексдрайв                    | Sex Drive                   | Йен Лафферти           | Сборы: 18 755 936                   |
| 2014 | Поле потерянной обуви        | Field of Lost Shoes         | Моисей Иезекииль       |                                     |
| 2019 | Дзынь-дзынь                  | Ring Ring                   | Джейсон                |                                     |
| 2020 | Лузеры против пришельцев     | Useless Humans              | Брайан                 |                                     |
| 2023 | Оппенгеймер                  | Oppenheimer                 | Росси Ломаниц          |                                     |
| 2024 | Ученик тигра                 | The Tiger’s Apprentice      | Руди                   | Озвучивание                         |

### Телевидение
| Год       | Название                          | В оригинале          | Роль            | Примечания                                    |
| --------- | --------------------------------- | -------------------- | --------------- | --------------------------------------------- |
| 2000      | Справедливая Эми                  | Judging Amy          | Роб Бёрд        | эпизод «Beating the Bounds»                   |
| 2001      | Однажды ночью                     | 'Twas the Night      | Дэнни Ригли     | фильм Disney Channel                          |
| 2001      | Будь собой                        | Get Real             | Адам в детстве  | эпизод «The Distance»                         |
| 2001      | Опять и снова                     | Once & Again         | Тоби Портер     | эпизоды «Cat-in-Hat» и «Sneaky Feelings»      |
| 2004      | Комната кошмаров                  | The Nightmare Room   | Джереми         | эпизод «Four Eyes»                            |
| 2005      | Западное крыло                    | The West Wing        | Билли Фернандес | эпизод «Isaac and Ishmael»                    |
| 2005      | Полиция Нью-Йорка                 | NYPD Blue            | Джеймс Килик    | эпизода «A Little Dad’ll Do Ya» и «Oh, Mama!» |
| 2005      | Доктор Хаус                       | House                | Студент         | эпизод «Three Stories»                        |
| 2007      | Переговорщики                     | Standoff             | Кэри Стеклер    | эпизод «Peer Group»                           |
| 2007      | Рядом с домом                     | Close to Home        | Бен Мёрфи       | эпизод «Maternal Instinct»                    |
| 2007      | C.S.I.: Место преступления Майами | CSI: Miami           | Лео Донвэл      | 3 эпизода                                     |
| 2007      | Юристы Бостона                    | Boston Legal         | Майкл Скэнлон   | эпизод «Trial of the Century»                 |
| 2008—2009 | Кайл XY                           | Kyle XY              | Марк            | 13 эпизодов                                   |
| 2009—2010 | Отчаянные домохозяйки             | Desperate Housewives | Эдди Орлофски   | 11 эпизодов                                   |
| 2011—2012 | 90210: Новое поколение            | 90210                | Макс Миллер     | 9 эпизодов                                    |
| 2011      | Мистер Саншайн                    | Mr. Sunshine         | Джимми Линкон   | эпизод «Lingerie Football»                    |
| 2011      | Защитница                         | The Protector        | Джош Тейлор     | эпизод «Wings»                                |
| 2015      | Важная мама                       | Significant Mother   | Нейт            | главная роль                                  |
| 2022      | Предложение                       | The Offer            | Питер Барт      | 8 эпизодов                                    |
| 2023      | Школьные духи                     | School Spirits       | мистер Мартин   | 7 эпизодов                                    |